# Resolution 1596 des UN-Sicherheitsrates
Die Resolution 1596 des Sicherheitsrats der Vereinten Nationen, die am 18. April 2005 einstimmig verabschiedet wurde, erinnert zunächst an alle früheren Resolutionen zur Lage in der Demokratischen Republik Kongo vor dem Hintergrund der Kongokriege, darunter die Resolutionen 1493 (2003), 1533 (2004), 1552 (2004), 1565 (2004) und 1592 (2005), dehnte das Waffenembargo auf alle Empfänger von Waffen im Land aus und verhängte ein Reiseverbot und ein Einfrieren der Vermögenswerte für diejenigen, die gegen das Embargo verstoßen.
Der Entschließungsantrag wurde von Frankreich ausgearbeitet.

## Resolution

### Beobachtungen
In der Präambel der Resolution äußerte der Sicherheitsrat seine Besorgnis über die Präsenz bewaffneter Gruppen und Milizen im Osten der Demokratischen Republik Kongo, insbesondere in Nord- und Süd-Kivu und in der Provinz Ituri, begrüßte jedoch gleichzeitig, dass einige dieser Gruppen damit begonnen hatten, eine Bestandsaufnahme der in ihrem Besitz befindlichen Waffen und Ausrüstungsgegenstände vorzulegen. Er erklärte sich bereit, die Bestimmungen der Resolutionen 918 (1994), 997 (1995) und 1011 (1995) zu überprüfen. Der Rat verurteilte außerdem den Zustrom von Waffen in das Land und innerhalb des Landes.
Unterdessen erinnerte der Rat daran, dass die Übergangsregierung die Integration der Streitkräfte vorantreiben muss. Er begrüßte die politischen Bemühungen des Generalsekretärs, der Afrikanischen Union und anderer Akteure um Frieden und Stabilität in der Demokratischen Republik Kongo.

### Gesetze
Auf der Grundlage von Kapitel VII der Charta der Vereinten Nationen erweiterte der Rat das Waffenembargo gegen bewaffnete Gruppen und Milizen auf alle Empfänger von Waffen in der Demokratischen Republik Kongo, mit Ausnahme des Militärs und der Polizei, die die Integration abgeschlossen haben, sowie nicht tödlicher Ausrüstung, die für humanitäre oder Schutzzwecke bestimmt ist. Die Mission der Vereinten Nationen in der Demokratischen Republik Kongo (MONUC) wurde aufgefordert, die Überwachungsmaßnahmen in den Provinzen Nord- und Süd-Kivu sowie Ituri fortzusetzen. Die Parteien in diesen Regionen wurden aufgefordert, sich an die Entwaffnung, Demobilisierung und Wiedereingliederung ausländischer und kongolesischer Ex-Kombattanten zu halten.
Unterdessen wurden Burundi, Ruanda, Uganda und andere Staaten in der Region der Großen Afrikanischen Seen aufgefordert, den Flugverkehr zu überwachen und Flüge zu verhindern, die gegen das Abkommen von Chicago verstoßen, wobei die kongolesische Regierung die Flugplätze in den Provinzen Nord-Kivu, Süd-Kivu und Ituri überwacht. Die an die drei Provinzen angrenzenden Länder wurden gebeten, ihre Grenzkontrollen zu verstärken.
Die Resolution betonte außerdem, dass Personen, die von einem Ausschuss als gegen die Sanktionen verstoßend identifiziert wurden, mit einer Einfrierung ihrer Vermögenswerte und einem Reiseverbot belegt werden sollten. Die Staaten in der Region mussten innerhalb von 45 Tagen über die Maßnahmen berichten, die sie zur Umsetzung der Forderungen des Sicherheitsrats ergriffen hatten. Schließlich wurde Generalsekretär Kofi Annan gebeten, erneut eine Expertengruppe einzusetzen, die die Umsetzung der Sanktionen bis zum 31. Juli 2005 überwachen sollte.